# 月坪駅
月坪駅（ウォルピョンえき）は、大韓民国大田広域市西区月坪洞にある大田広域市都市鉄道公社1号線の駅である。駅番号は114。

## 歴史
- 2007年4月17日 - 1号線政府庁舎 - 盤石間延伸に伴い開業。

## 駅構造
相対式ホーム2面2線の地下駅。
のりば
| 上り | ●1号線 | 板岩方面 |
| 下り | ●1号線 | 盤石方面 |

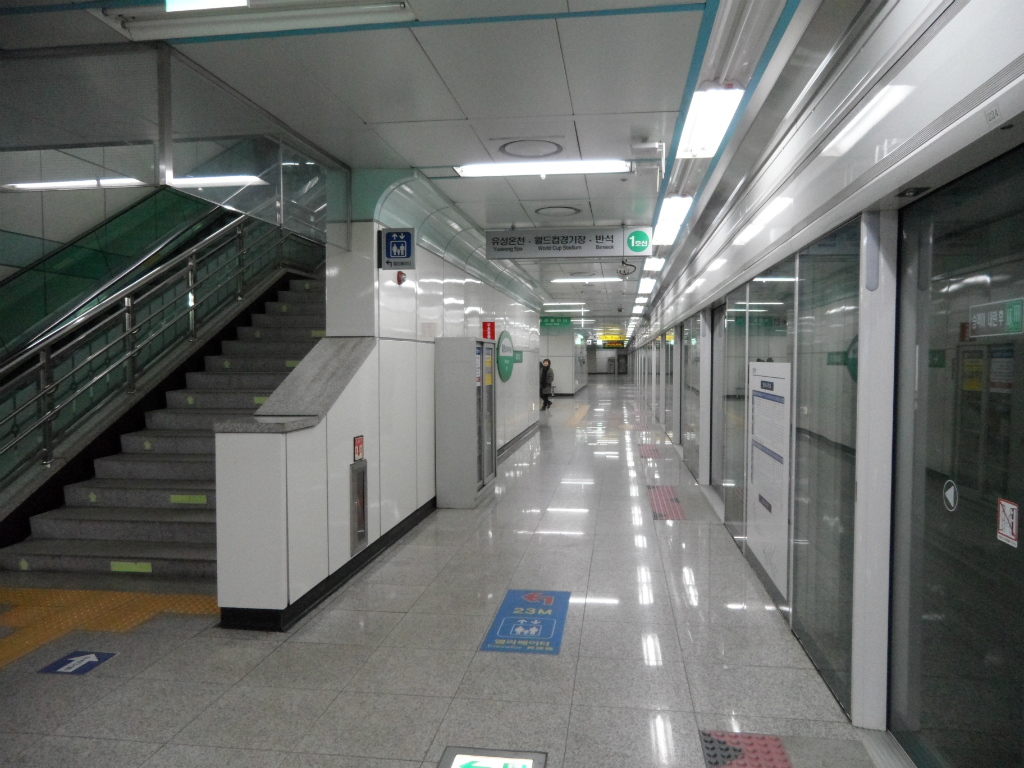
ホーム
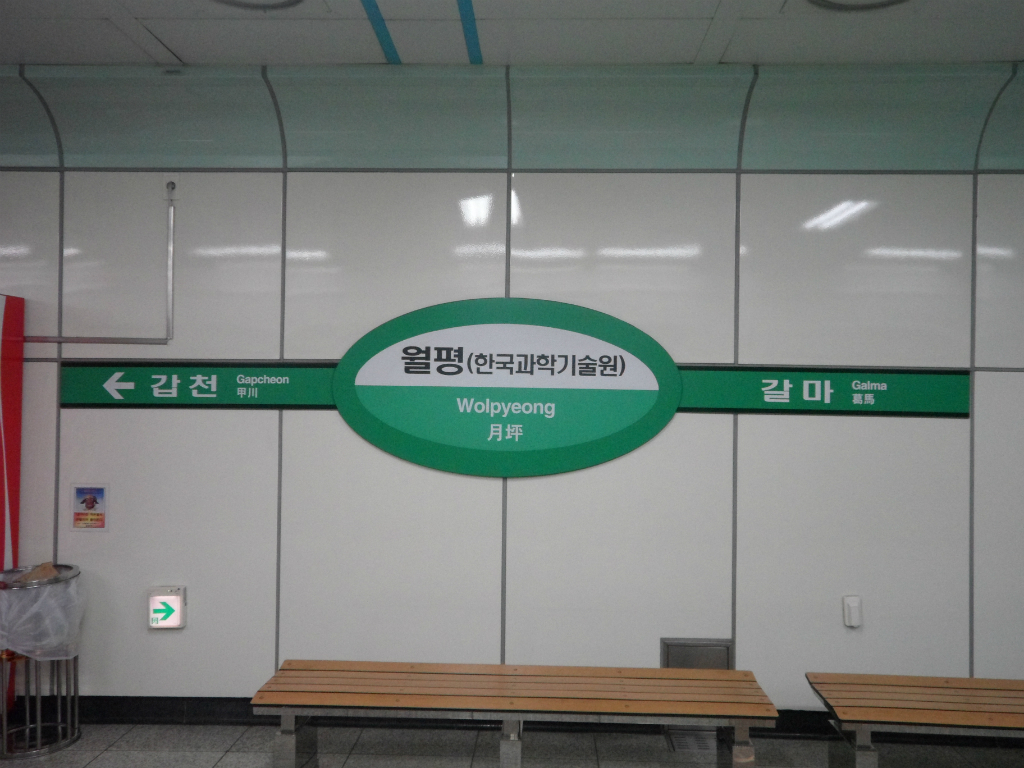
駅名標

## 駅周辺
- イーマートトレーダース月坪店
- 韓国科学技術院 (KAIST)
- 西大田高等学校
- 月坪3洞行政福祉センター
- 甲川大橋
- 恩平公園

## 利用状況
| 路線   | 乗車人数 | 乗車人数 |
| 路線   | 2007年   | 2008年   |
| ------ | -------- | -------- |
| ●1号線 | 2925人   | 3268人   |

## 隣の駅
大田広域市都市鉄道公社
●1号線
葛馬駅 (113) - 月坪駅 (114) - 甲川駅 (115)